# Auswurftaste

Das internationale Symbol für Auswerfen nach IEC 60417

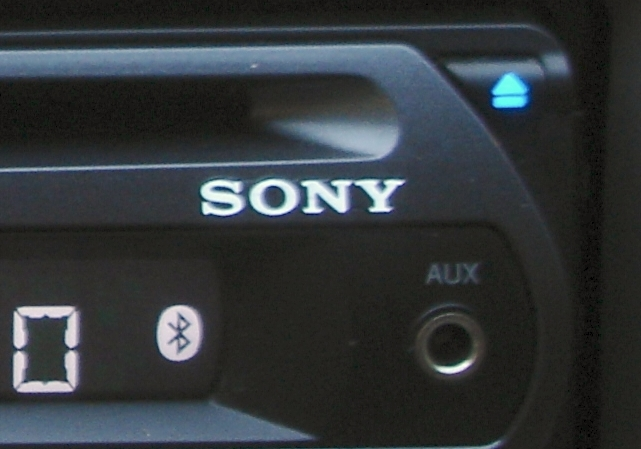
Autoradio mit CD-/MP3-Spieler, mit hellblau beleuchteter Eject-Taste rechts oben.

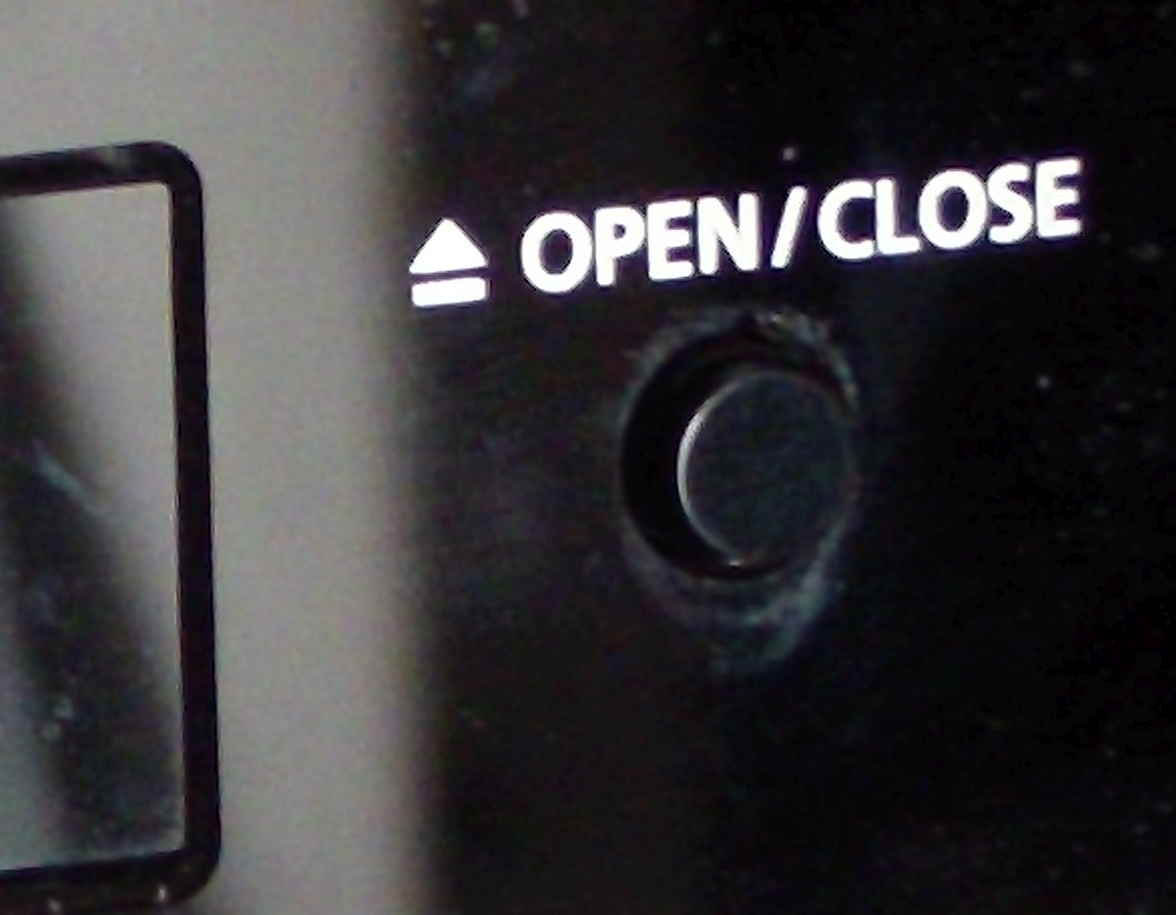
Auswurf- und Schließtaste für die Schublade eines Blu-ray-Players

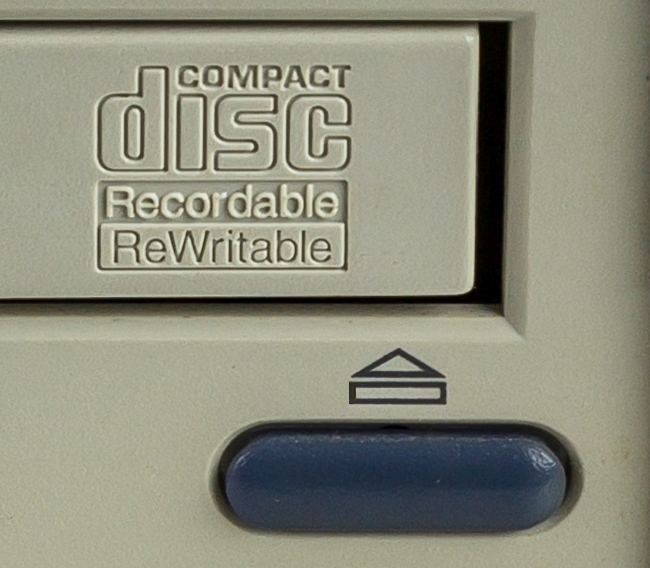
Auswurftaste mit Symbol (rechts unten) an einem CD-Brenner

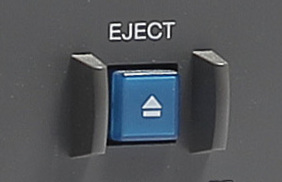
Eject-Taste mit Schutz gegen unbeabsichtigte Betätigung an einem professionellen DAT-Rekorder

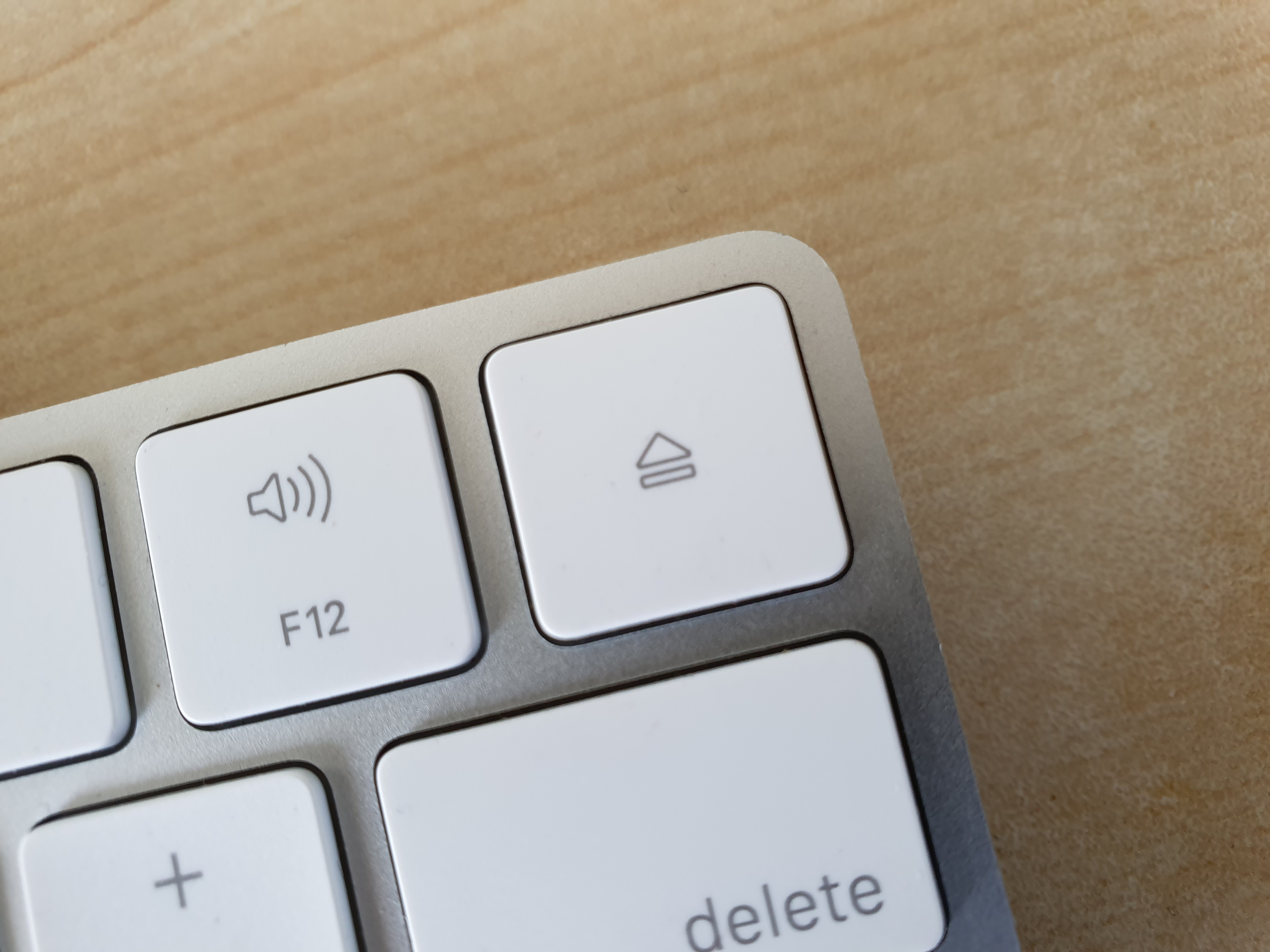
Medienauswurftaste beim Mac

Die Auswurftaste oder Eject-Taste ist eine Taste an einem elektronischen Gerät (oder dessen Fernbedienung), mit der ein Speichermedium ausgeworfen wird.
Auswurftasten befinden sich typischerweise an Autoradios mit Kassetten- oder CD-Teil, Kassettenrekordern, Videorekordern, Camcordern, Streamern, CD-ROM-Laufwerken, CD-Playern, sowie DVD- und Blu-ray-Disc-Laufwerken bzw. Abspielgeräten. Sie sind wegen ihrer zentralen Funktion oft an leicht zu merkender, markanter Stelle am Gerät angebracht, z. B. nahe einer Ecke der Frontplatte oder direkt neben bzw. an dem Schacht, der Schublade oder der Klappe für das Medium.
Auch auf Computertastaturen findet sich manchmal eine Auswurftaste, ⏏ bzw. Medienauswurftaste. Das Symbol dafür findet sich in Unicode seit Version 4.0 an Stelle U+23CF.

## Charakteristik
Man unterscheidet mechanische, elektronische oder softwarebasierende Auswurftasten:

### Mechanische Auswurftaste
Eine mechanische Auswurftaste verwendet die Kraft der Tastenbetätigung, um den Datenträger, der sich in dem Gerät befindet, aus dem Gerät heraus zu schieben. Dies wird zum Beispiel bei 3,5-Zoll-Diskettenlaufwerken verwendet. Teilweise wird das Medium beim Einlegen vom Anwender (unsichtbar) gegen eine Feder gedrückt und diese dadurch gespannt. Beim Betätigen der Taste liefert dann die Feder die Kraft für die Beschleunigung/Bewegung des Mediums aus dem Gerät. Ein ähnlicher Mechanismus wird im Allgemeinen bei Kassettendecks für die Klappe des Kassettenfachs verwendet.

### Elektronische Auswurftaste
Eine elektronische Auswurftaste löst den Auswurfvorgang über ein Signal aus. Dabei wird beispielsweise bei CD-ROM-Laufwerken mit einem Elektromotor die Schublade, auf der die CD liegt, hinausgeschoben. Dieselbe Taste wird meist auch zum Einziehen dieser Schublade verwendet. Bei Video-Geräten oder Videokameras mit Magnetbändern wird vor dem Auswerfen des Mediums oft erst das Band von der Kopftrommel gelöst, um den es während der Wiedergabe geschlungen war.

### Softwartebasierte Auswurftaste
Eine softwarebasierende Auswurftaste setzt eine elektronische Auswurftaste voraus. Im Unterschied dazu drückt man keine Taste im eigentlichen Sinn, sondern initialisiert den Auswurf durch Bedienung einer Software. Häufig hat man diese Option in CD-/DVD-Brennprogrammen (z. B. Nero Burning ROM) oder Software-Musikplayern (z. B. iTunes). Bei Apple-Computern geschieht das auch, indem das CD-Symbol auf dem Desktop Desktop auf das Papierkorb-Symbol verschoben wird. Unter Windows und den meisten anderen Oberflächen kann man das Kontextmenü des Laufwerksymbols aufrufen und „Auswerfen“ anklicken.

## Varianten

### Steckmodul statt Schublade
Einige Geräte verzichten auf eine Schublade, in die das Speichermedium eingelegt wird. Hier wird das Medium von einer Cartridge umschlossen, oder direkt in das Laufwerk eingeschoben (sogenannte Slot-In-Laufwerke). Die Auswurftaste wird hier nur für den Auswurf verwendet, nicht jedoch für das Einziehen. Ein Beispiel sind die nicht mehr hergestellten Wechselmedien-Laufwerke Iomega Zip, die ab 100 MByte pro Medium speicherten.

### Auswurf über Tastatur

#### Apple
Auf Apple-Tastaturen befindet sich bereits eine Auswurftaste, am Laufwerk selbst wird daher häufig darauf verzichtet, z. B. beim iMac oder PowerMac. Bei einigen Geräten anderer Hersteller erfüllt auch das längere Drücken der Stop-Taste die Aufgabe der Auswurftaste.

#### Blockierter Auswurf
Das Auswerfen eines Datenträgers durch den Computer kann durch die Software blockiert werden. Üblich ist das zum Beispiel bei Unix-Betriebssystemen und CD-Brennprogrammen. Ein eingebundener („gemounteter“) Datenträger lässt sich so lange nicht auswerfen, bis er wieder aus dem Dateisystem gelöst wird.

## Piktogramm und Unicode
Das zunächst nur bei Kassettenrekordern verwendete Piktogramm eines nach oben weisenden Dreiecks mit einem darunterliegenden flachen Rechteck bzw. Balken hat bei allen elektronischen Geräten Einzug gehalten. In Unicode ist für das Piktogramm das Zeichen ⏏ (U+23CF EJECT SYMBOL) vorhanden.

## Weitere Beispiele

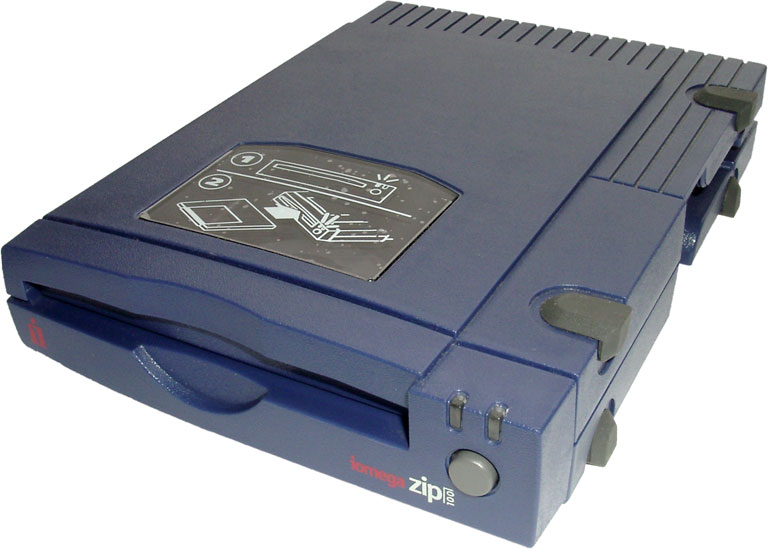
Wechselplattenlaufwerk vom Typ Iomega Zip mit unmarkierter Auswurftaste, etwa um 2000
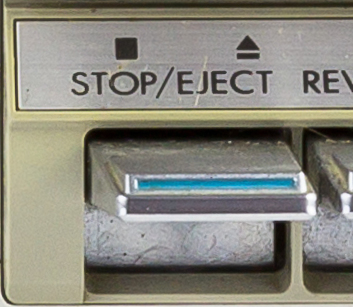
Kombinierte, mechanische Stop/Eject-Taste an einem Kassettendeck, 1980
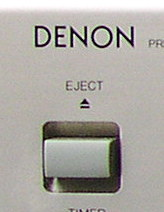
Auswurftaste an einem Kassettendeck von 1995
- Video eines geöffneten VHS-Videorekorders, das die Vorgänge beim Einlegen und (umgekehrt, am Schluss) Auswerfen nach Drücken der Ejecttaste zeigt
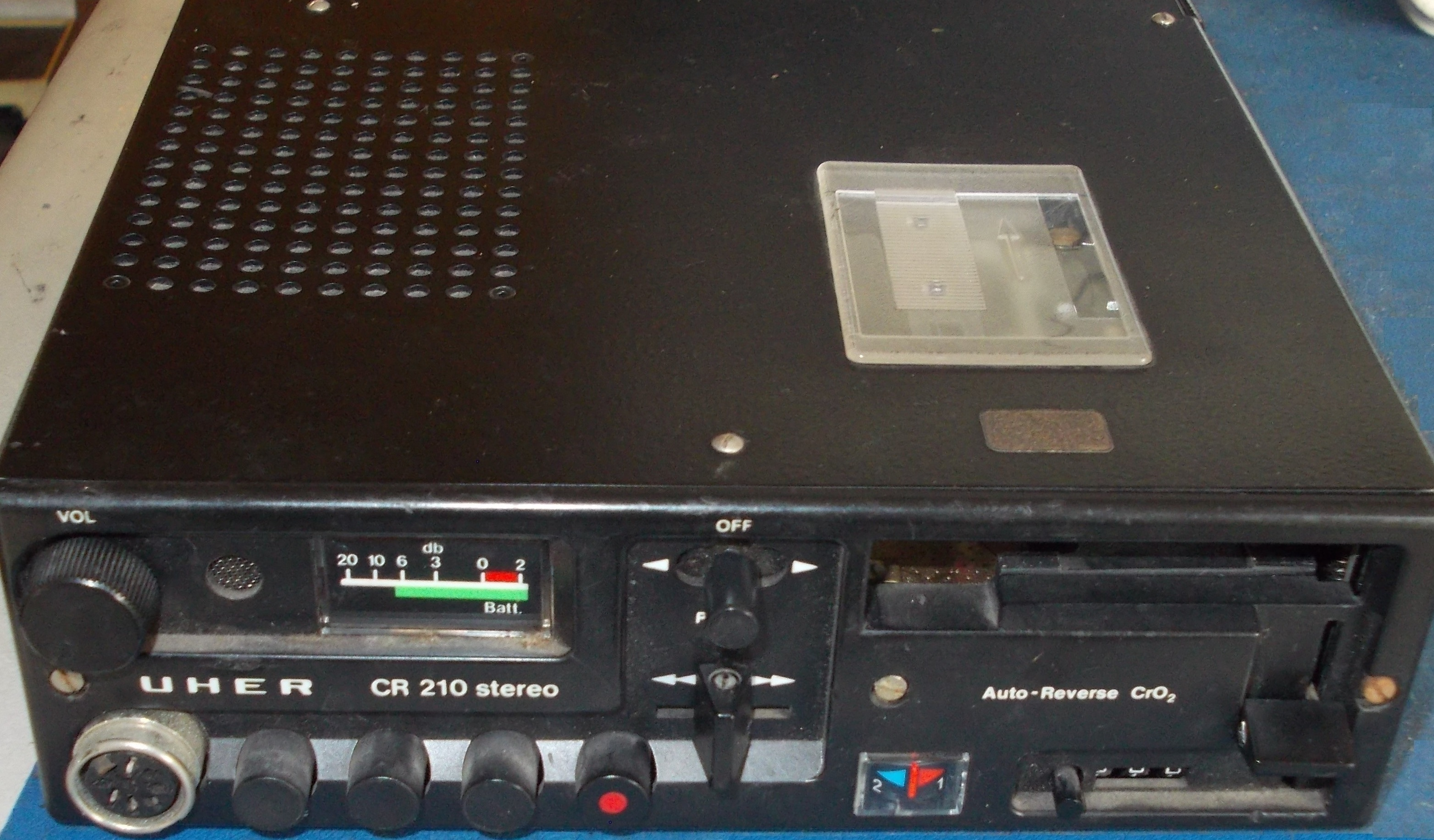
Uher CR 210 Stereo-Kassettenrekorder von 1974 mit mechanischem Auswurfhebel (re.)